# Baptistischer Friedhof Barßel-Reekenfeld

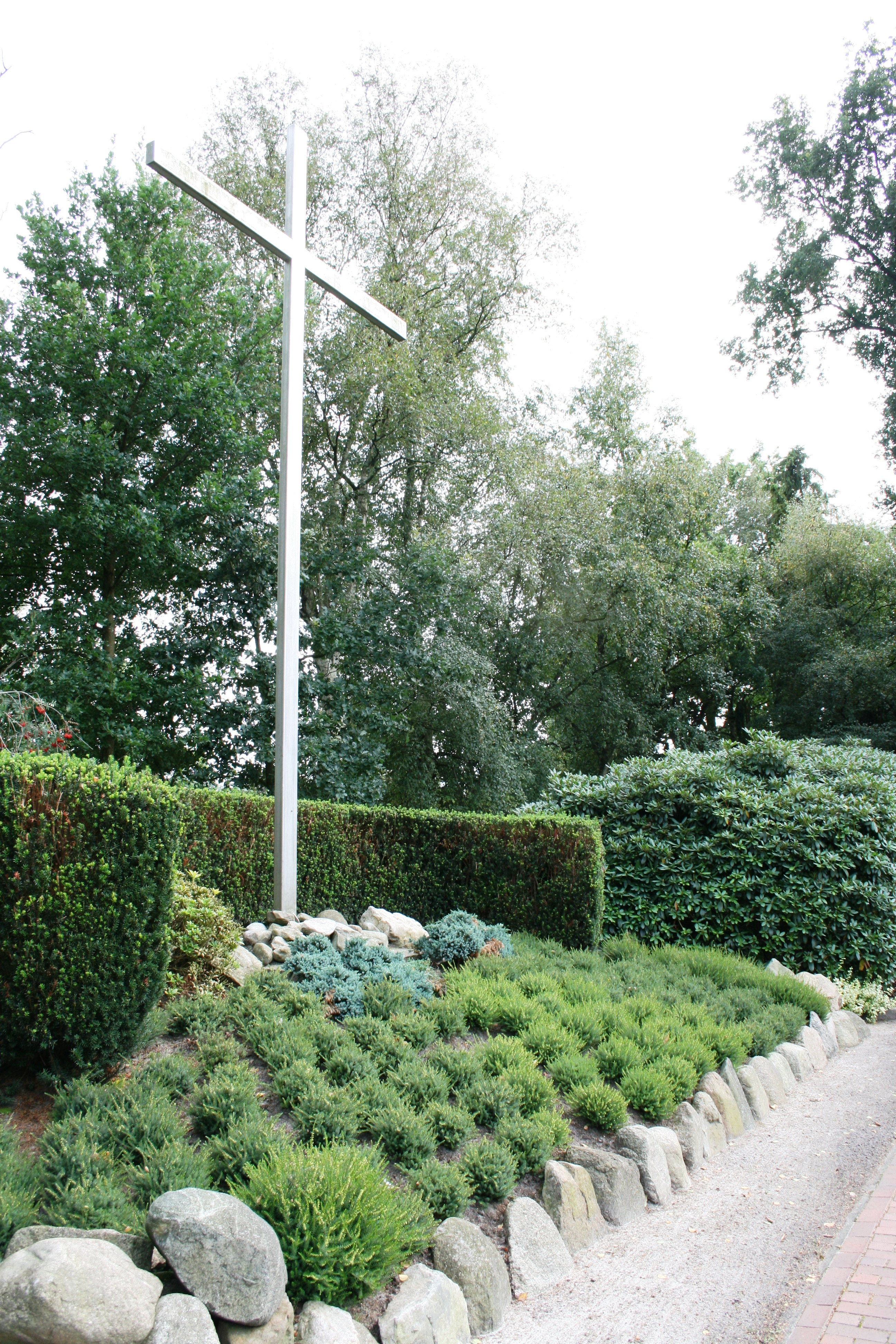
Baptistischer Friedhof Barßel-Reekenfeld

Der Baptistische Friedhof Barßel-Reekenfeld (andere Bezeichnung: Evangelisch-Freikirchlicher Friedhof Reekenfeld), auf dem auch Angehörige anderer freikirchlicher Gemeinden bestattet werden, befindet sich in der Trägerschaft der Evangelisch-Freikirchlichen Gemeinde (Baptisten) Elisabethfehn. Der Friedhof umfasst eine Fläche von circa einem Hektar und liegt am Harkebrügger Weg in Barßel-Reekenfeld. Die Geschichte seiner Anlage reicht in das Jahr 1924 zurück.

## Geschichte
Unter den sogenannten Außerkirchlichen – so eine damalige Bezeichnung für Angehörige freikirchlicher Gemeinden – gab es schon vor der Zeit des Ersten Weltkrieges den dringenden Wunsch, im alten Amt Friesoythe einen eigenen Begräbnisplatz zu errichten. Gründe hierfür waren einerseits die Behinderung beziehungsweise Verweigerung freikirchlicher Trauerfeiern auf den bis dahin ausschließlich staatskirchlichen Friedhöfen und anderseits die hohen Kosten, die Freikirchlern für eine Grabstätte auf einem katholischen oder evangelischen Friedhof in Rechnung gestellt wurden. Ein Platz am Harkebrügger Weg wurde von den Friedhofsinteressenten als günstig angesehen. Der für dieses Vorhaben zuständige oldenburgische Landes Kultur Fonds sagte zunächst eine wohlwollende Prüfung des Antrags zu, erteilte dann aber eine Absage mit der Begründung, dass die Beisetzungskosten auf den kirchlichen Friedhöfen gefallen seien und zudem die Anlage eines weiteren evangelisch-lutherischen Friedhofs in der Nähe vorgesehen sei.
Die Kriegsereignisse führten dazu, dass die Friedhofspläne zunächst beiseitegelegt wurden. Erst im Januar 1924 kam es auf Veranlassung der evangelisch-lutherischen Kirchengemeinde Elisabethfehn zu einer sogenannten öffentlichen Friedhofszuweisung. Dabei ging es um ein Gelände in der Nähe der ehemaligen Schule Reekenfeld. Bei dieser Zuweisung waren im Auftrag der freikirchlichen Friedhofsinteressenten auch die Baptisten Lütjen Müntinga und Hensmann Börgers sowie der altreformierte Bajo Tammling anwesend. An Ort und Stelle beantragten sie für die Außerkirchlichen gleiche Bestattungsrechte oder – wenn das nicht möglich sei – die Überlassung eines bestimmten Teils des geplanten neuen Friedhofs für freikirchliche Beerdigungen. Diese Anträge wurden von den anwesenden Vertretern der landeskirchlichen Behörde abgelehnt. Der Interessentenkreis wandte sich an das oldenburgische Siedlungsamt, Abteilung Geestmoor, das die Nachfolge des Landes Kultur Fonds angetreten hatte, und erneuerte den früheren Antrag, am Harkebrügger Weg das Kolonat Nr. 48 für die Anlage eines freikirchlichen Friedhofs zur Verfügung zu stellen. Diesem Antrag wurde stattgegeben und die beantragte Fläche unentgeltlich zur Verfügung gestellt. Da der außerkirchliche Interessentenkreis keine eigene Rechtsfähigkeit besaß, wurde das Grundstück auf den Namen des Trägervereins der örtlichen Baptistengemeinde Eben Ezer Elisabethfehn e. V. eingetragen. In einem amtlich beglaubigten Schriftstück wurde seitens des baptistischen
Trägervereins Eben Ezer sichergestellt, dass „sämtliche [im alten Amt Friesoythe wohnhaften] Freikirchliche  als Baptisten, Altreformierte, Methodisten usw. mit gleichen Rechten und Pflichten am Friedhof beteiligt sind“.
Nachdem die Eigentums- und Nutzungsverhältnisse abgeklärt waren, setzten umfangreiche Kultivierungsmaßnahmen auf dem Friedhofsgelände ein. Sie wurden im Wesentlichen durch die Interessenten durchgeführt. Die Einweihungsfeier fand am Gründonnerstag, dem 9. April 1925, anlässlich der ersten Beerdigung auf dem neuen Friedhof statt. Beteiligt an diesem Gottesdienst waren der Baptistenprediger Penner aus Südgeorgsfehn, der Methodistenprediger Schwing aus Edewecht und Bajo Tammling von der altreformierten Kirche. Die erste Friedhofskommission setzte sich aus folgenden Mitgliedern zusammen:Lütjen Müntinga (Baptist, 1. Vorsitzender), Bajo Tammling (altreformiert, 2. Vorsitzender, Friedhofsaufsicht), Esdert van Santen (Baptist, Schriftführer), und Johann Ottersberg (Methodist, Beigeordneter). Die Kassenverwaltung oblag zunächst „H. Börgers, der als Kassenführer der Baptistengemeinde [Elisabethfehn] die Geldangelegenheit des Friedhofs mit verwaltet“.
Heute besteht die Friedhofsverwaltung ausschließlich aus Mitgliedern der Evangelisch-Freikirchlichen Gemeinde Elisabethfehn. Beisetzungen von Mitgliedern und Freunden anderer freikirchlicher Gemeinden finden jedoch nach wie vor statt.

## Friedhofsnutzung

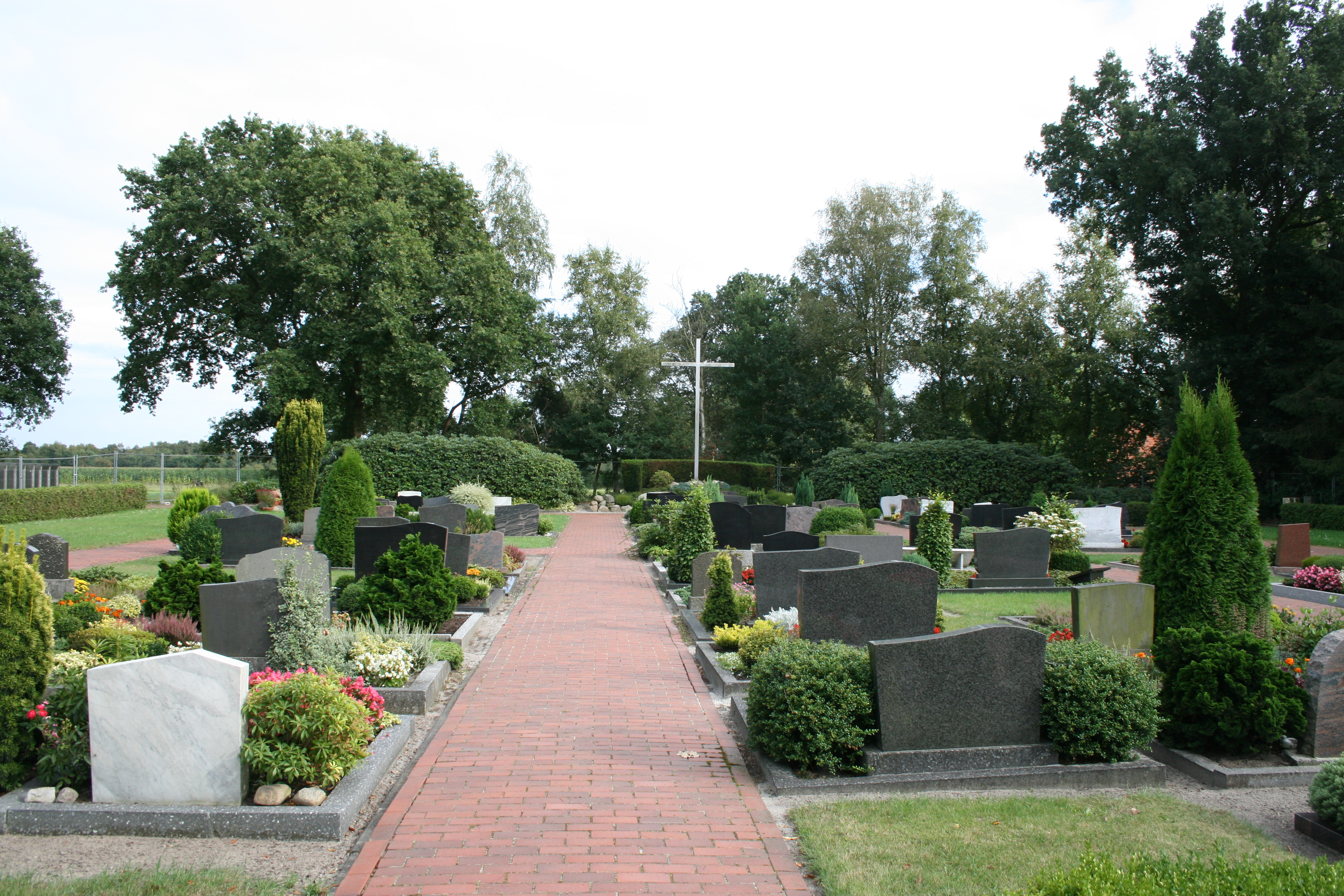
Gräberfeld

Die gegenwärtige Nutzungsordnung des Friedhofs Reekenfeld schränkt den Kreis der Friedhofsnutzer auf Mitglieder (inklusive Familienangehörige) der Evangelisch-Freikirchlichen Gemeinde (Baptisten) Elisabethfehn, der Evangelisch-methodistischen Kirchengemeinde Edewecht und der altreformierten Kirche ein. Bei den beiden letztgenannten Freikirchen gilt, dass nur den Mitgliedern ein Nutzungsrecht eingeräumt werden kann, „die in Elisabethfehn und Umgebung wohnen“.
Die Mitgliedschaft in den genannten Gemeinden beinhaltet allerdings nur ein Nutzungsanrecht. Voraussetzung für die Inanspruchnahme des Nutzungsrechtes ist, dass die Interessenten „zur Unterhaltung des Friedhofs beigetragen haben“. Außerdem ist für die beabsichtigte Nutzung eine jährliche Beitragszahlung erforderlich, die von Ehepaaren und Familien (einschließlich der Kinder, die das 21. Lebensjahr noch nicht vollendet haben) und von ledigen Personen ab dem 21. Lebensjahr zu leisten sind. Sie beträgt seit 1996 (umgerechnet) 13 € pro Jahr. Außerdem haben sich alle männlichen an der Friedhofsnutzung interessierten Personen bis zum Alter von 65 Jahren „am Arbeitsdienst zur Friedhofsinstandsetzung oder sonstiger Arbeitseinsätze einzufinden. Die Verpflichtung kann auch durch Bezahlung eines entsprechenden Betrages abgegolten werden“. In Sonderfällen entscheidet der Friedhofsvorstand über die Friedhofsnutzung. Mitgliedsbeiträge und Arbeitsdienste bewirken eine kostenlose Zurverfügungstellung eines Begräbnisplatzes. Nur für die Aushebung des Grabes sind die Kosten in Höhe von zurzeit 200 € an die Friedhofskasse zu erstatten.
Die Ruhefrist auf dem Baptistischen Friedhof Reekenfeld beträgt mindestens 40 Jahre.